# Papa-lagarta-de-euler
Cuco-de-barriga-branca ou papa-lagarta-de-barriga-branca (Coccyzus euleri) é uma espécie de ave da família Cuculidae.
Pode ser encontrada nos seguintes países: Argentina, Bolívia, Brasil, Colômbia, Equador, Guiana Francesa, Guiana, Paraguai, Suriname e Venezuela.
Os seus habitats naturais são: florestas subtropicais ou tropicais húmidas de baixa altitude e florestas secundárias altamente degradadas.